# استارایا بورا
استارایا بورا (انگلیسی: Staraya Bura) یک شهرک در شهرستان کراسنوکامسکی استان باشقیرستان کشور روسیه است.